# Боровне
Бо́ровне — село в Україні, у Камінь-Каширській громаді Камінь-Каширського району Волинської області. Розташоване на березі річки за 35 км на південний схід від районного центру. Населення становить 500 осіб.

## Історія
Боровне вперше згадується у 1545 році.
У 1906 році село Боровенської волості Ковельського повіту Волинської губернії. Відстань від повітового міста 58 верст. Дворів 160, мешканців 1010.
У 1926 році сільська громада збудувала і посвятила невелику дерев'яну церкову Різдва Пресвятої Богородиці. Після другої світової війни церква ще діюча, але на початку 1960-х років знята з реєстрації і на початку 1970-х років у приміщенні колишньої церкви відкрили школу.
За радянських часів в селі діяв колгосп ім. С. Бойка, що мав на той час 6748 га землі, у тому числі 914 га орної, 2949 га лісу, 1670 га сіножатей і пасовищ. Основні сільськогосподарські культури — жито, льон, люпин, картопля. Розвинуте птахівництво.
З набуттям Україною незалежності в селі було відновлено місцеву церкву та наново посвячено 21 вересня 1991 року. Нині храм знаходиться у користуванні місцевої релігійної громади УПЦ МП.
До 3 січня 2019 року — адміністративний центр Боровненської сільської ради Камінь-Каширського району Волинської області.

## Населення
Станом на 1885 рік у колишньому власницькому містечку Боровенської волості Ковельського повіту Волинської губернії мешкало 610 осіб, налічувався 91 господарство, існував постоялий будинок.
За переписом 1897 року кількість мешканців зросла до 947 осіб (487 чоловічої статі та 460 — жіночої), з яких 902 — православної віри.
Згідно з переписом УРСР 1989 року чисельність наявного населення села становила 743 особи, з яких 343 чоловіки та 400 жінок.
За переписом населення України 2001 року в селі мешкали 782 особи.

### Мова
Розподіл населення за рідною мовою за даними перепису 2001 року:
| Мова       | Відсоток |
| ---------- | -------- |
| українська | 99,87 %  |
| білоруська | 0,13 %   |

## Соціальна сфера
В селі діє Боровненська загальноосвітня школа І-ІІІ ступеня (директор Остапук М. С.), розрахована на 185 учнів.

## Відомі особи
- Оліферчук Михайло Іванович (1966) — Гуто-Боровенський сільський голова, учасник російсько-української війни.
- Марценюк Андрій Данилович (1986-2024)   – солдат Збройних Сил України, учасник російсько-української війни. Життя обірвалося під час лікування внаслідок бойового поранення 12 грудня 2024 року. Похований 15 грудня 2024 року на місцевому кладовищі села Боровне.